# Ратков Дол
Ратков Дол (хрв. Ratkov Dol) је насељено место у општини Левањска Варош, Осјечко-барањска жупанија, Хрватска.

## Историја
До територијалне реорганизације у Хрватској био је у саставу старе општине Ђаково.

## Становништво
У попису становништва из 2011. године, Ратков Дол је имао 28 становника.
| Број становника према пописима | Број становника према пописима | Број становника према пописима | Број становника према пописима | Број становника према пописима | Број становника према пописима | Број становника према пописима | Број становника према пописима | Број становника према пописима | Број становника према пописима | Број становника према пописима | Број становника према пописима | Број становника према пописима | Број становника према пописима | Број становника према пописима | Број становника према пописима |
| ------------------------------ | ------------------------------ | ------------------------------ | ------------------------------ | ------------------------------ | ------------------------------ | ------------------------------ | ------------------------------ | ------------------------------ | ------------------------------ | ------------------------------ | ------------------------------ | ------------------------------ | ------------------------------ | ------------------------------ | ------------------------------ |
| 1857                           | 1869                           | 1880                           | 1890                           | 1900                           | 1910                           | 1921                           | 1931                           | 1948                           | 1953                           | 1961                           | 1971                           | 1981                           | 1991                           | 2001                           | 2011                           |
| 137                            | 130                            | 125                            | 146                            | 130                            | 154                            | 140                            | 154                            | 130                            | 135                            | 113                            | 66                             | 55                             | 46                             | 32                             | 28                             |

### Попис1991.
У попису становништва из 1991. године, Ратков Дол је имао 46 становника, следећег националног састава:
| Попис 1991.‍ | Попис 1991.‍ | Попис 1991.‍ | Попис 1991.‍ | Попис 1991.‍ |
| ----------- | ----------- | ----------- | ----------- | ----------- |
|             |             |             |             |             |
| Срби        | Срби        |             | 45          | 97,82%      |
| Хрвати      | Хрвати      |             | 1           | 2,17%       |
| укупно: 46  |             |             |             |             |

### Попис1910.
| Ратков Дол                                         | Ратков Дол                                                  |
| -------------------------------------------------- | ----------------------------------------------------------- |
| језик                                              | вера                                                        |
| укупно: 154 Српски 153 (99,35%) Мађарски 1 (0,64%) | укупно: 154 Православци 153 (99,35%) Римокатолици 1 (0,64%) |